# Hakha

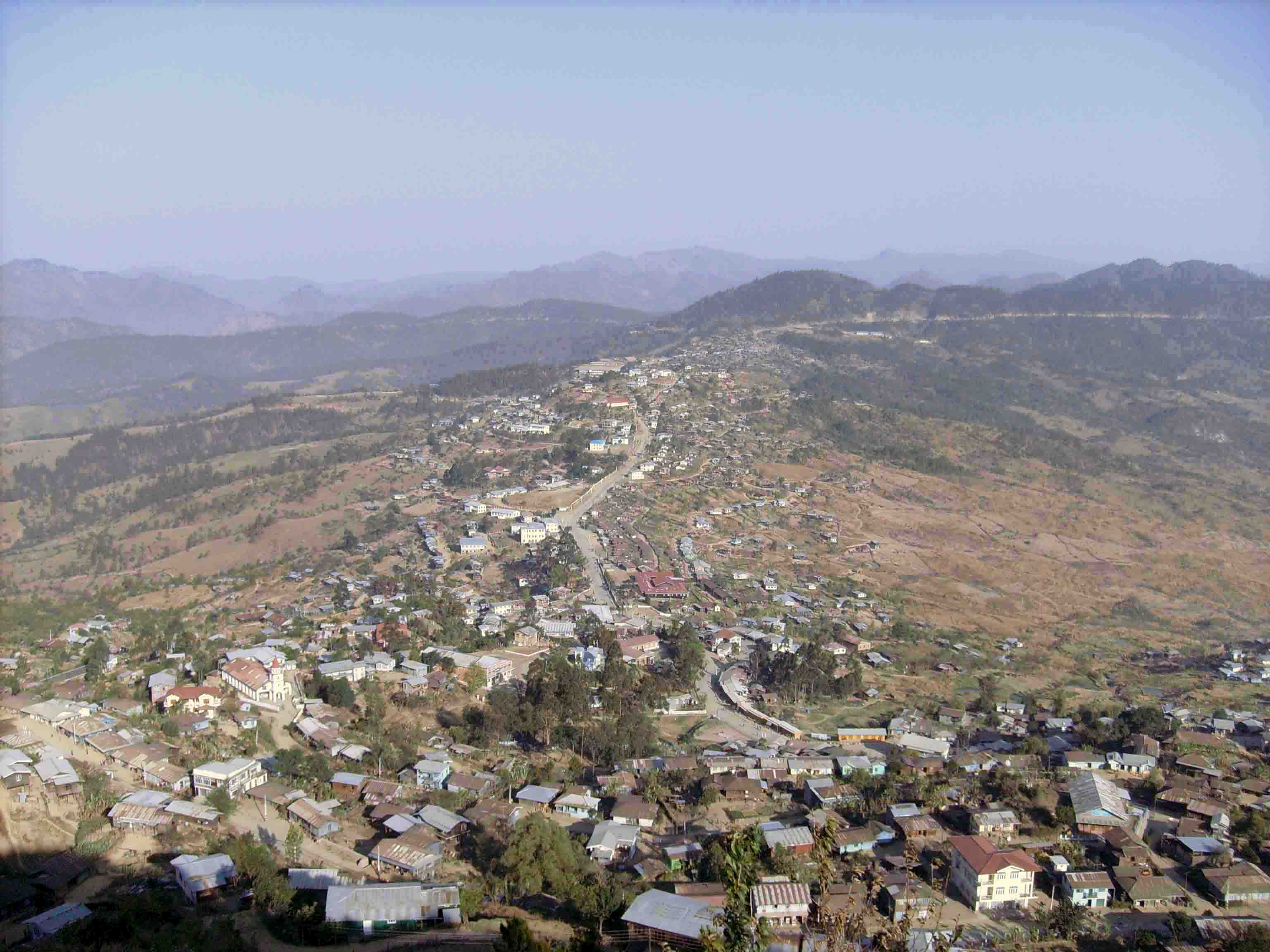
Vista parcial de Taunggyi.

Hakha é uma cidade de Mianmar, capital do estado de Chin. Localiza-se no extremo oeste do país país. Sua população, de acordo com estimativas de 2013, é de 20 000 habitantes.